# Alfarroba
A alfarroba é o fruto da planta alfarrobeira (Ceratonia siliqua), leguminosa cultivada na região do Mediterrâneo, sendo Portugal e Espanha os principais produtores mundiais. O fruto constitui uma vagem de 10 a 20 cm de comprimento por 2 ou 3 cm de largura e sua composição é 90% de polpa e 10% de sementes.

## História
A alfarrobeira, cultivada desde a Antiguidade, é originária da região mediterrânica oriental, na qual representa um elemento importante da vegetação local e foi introduzida na Península Ibérica pelos árabes. Suas sementes eram utilizadas no Egito Antigo para a preparação de múmias. Acredita-se que, entre os povos da Roma Antiga, havia o costume de mastigar vagens verdes  de alfarroba, devido ao seu sabor adocicado.
Como elemento do patrimônio árabe, as vagens de alfarroba também eram utilizadas como moeda. Ademais, representavam um parâmetro para o valor de joias, sendo designadas “kilat” ou “karat”, de onde o termo atual quilate para qualificar o valor de pedras e metais preciosos.

## Usos
O fruto da alfarroba pode ser inteiramente aproveitado. Das sementes, extrai-se a goma, composta por carboidratos complexos (galactomananos). Quanto à polpa, contém uma alta concentração de substâncias bioativas, como açúcares, polifenóis, aminoácidos e minerais.
Os polissacarídeos presentes na goma são utilizados como espessantes e emulsionantes, principalmente na indústria alimentícia, na indústria farmacêutica, na indústria têxtil e na indústria cosmética. Outros produtos derivados da alfarroba: farinha de alfarroba, xaropes e medicamentos, como laxantes e diuréticos. Seus polissacarídeos podem ser utilizados na produção de etanol. Além disso, o gérmen extraído das sementes pode ser usado no fabrico de rações para animais, por conter aproximadamente 55% de proteínas.

## Alfarroba na alimentação
A utilização do fruto por inteiro na alimentação humana é limitada, uma vez que os altos níveis de taninos presentes contribuem para o sabor amargo, para a adstringência e para a má digestão de proteínas.
A vagem de alfarroba origina uma farinha que é utilizada como substituta do cacau na produção de chocolate. Na indústria alimentícia, a goma é utilizada em bolos, condimentos, gelados, iogurtes e pudins. O consumo da farinha de alfarroba pode contribuir para a redução do colesterol ingerido. É igualmente utilizada como antidiarreico, pela presença de compostos polifenólicos, e como biorregulador intestinal, devido à alta concentração de fibra natural insolúvel, que beneficia a microbiota intestinal.